# Crans (Jura)
Crans ist eine französische Gemeinde im Département Jura in der Region Bourgogne-Franche-Comté.

## Geographie
Crans liegt auf 730 m, etwa sieben Kilometer südöstlich der Stadt Champagnole (Luftlinie). Das Bauerndorf erstreckt sich im Jura, an einem leicht nach Nordwesten geneigten Hang, im Süden des Val de Sirod, das vom oberen Ain durchflossen wird.
Die Fläche des 9,03 km² großen Gemeindegebiets umfasst einen Abschnitt des französischen Juras. Das Areal erstreckt sich von der Talmulde von Crans (Teil des Val de Sirod) nach Südosten über einen relativ sanft ansteigenden Hang auf die angrenzenden Hochflächen von Bois de la Chancelle (877 m) und Bois des Chênes (835 m). Das Gebiet zeigt ein lockeres Gefüge von Acker- und Wiesland sowie Wald. Es besitzt keine oberirdischen Fließgewässer, weil das Niederschlagswasser im verkarsteten Untergrund versickert. Mit 895 m wird am Rand der Höhe von Perrena die höchste Erhebung von Crans erreicht.
Nachbargemeinden von Crans sind Sirod im Norden, Les Chalesmes im Osten, Les Planches-en-Montagne im Süden sowie Syam im Westen.

## Geschichte
Die Etymologie des Ortsnamens ist nicht eindeutig geklärt. Wahrscheinlich geht Crans auf den burgundischen Personennamen Grado zurück und bedeutet so viel wie bei den Leuten des Grado. Im Mittelalter gehörte Crans zur Herrschaft Chaux-des-Crotenay. Zusammen mit der Franche-Comté gelangte das Dorf mit dem Frieden von Nimwegen 1678 an Frankreich.

## Sehenswürdigkeiten

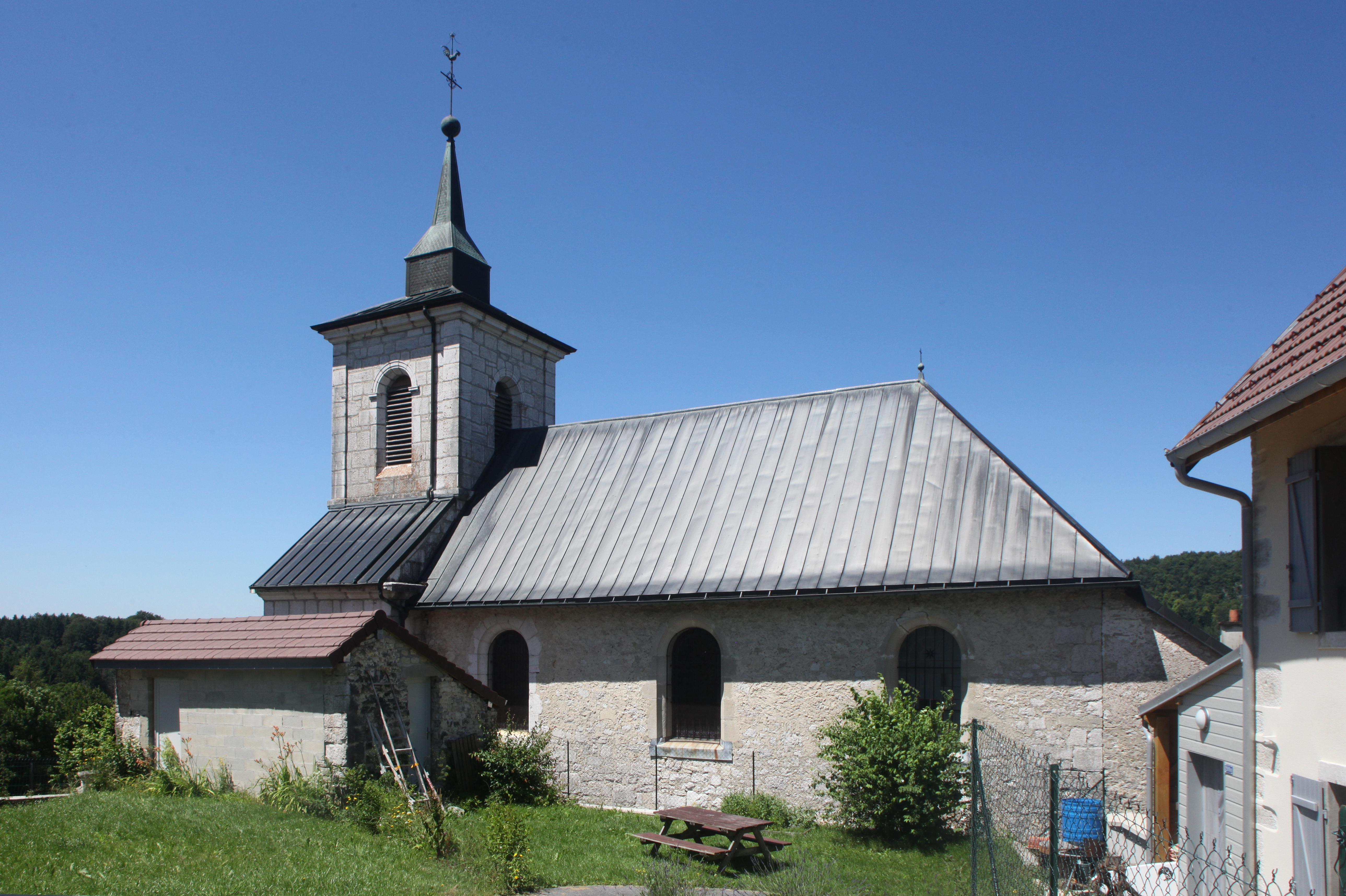
Kirche St. Anton

Die Dorfkirche St. Anton in Crans wurde im 18. Jahrhundert erbaut, während der Glockenturm aus dem 19. Jahrhundert stammt.

## Bevölkerung
| Jahr                       | 1962 | 1968 | 1975 | 1982 | 1990 | 1999 | 2006 | 2018 |
| Einwohner                  | 73   | 84   | 95   | 85   | 72   | 72   | 69   | 73   |
| Quellen: Cassini und INSEE |      |      |      |      |      |      |      |      |

Mit 86 Einwohnern (Stand 1. Januar 2022) gehört Crans zu den kleinsten Gemeinden des Départements Jura. Nachdem die Einwohnerzahl in der ersten Hälfte des 20. Jahrhunderts deutlich abgenommen hatte (1896 wurden noch 225 Personen gezählt), wurden seit Beginn der 1960er Jahre nur noch geringe Schwankungen verzeichnet.

## Wirtschaft und Infrastruktur
Crans war bis weit ins 20. Jahrhundert hinein ein vorwiegend durch die Landwirtschaft geprägtes Dorf. Noch heute leben die Bewohner zur Hauptsache von der Tätigkeit im ersten Sektor. Außerhalb des primären Sektors gibt es nur wenige Arbeitsplätze im Dorf. Einige Erwerbstätige sind auch Wegpendler, die in den umliegenden größeren Ortschaften ihrer Arbeit nachgehen.
Die Ortschaft liegt abseits der größeren Durchgangsstraßen. Erreichbar ist das Dorf entweder von Syam oder von Sirod.